# Allika (rzeka)
Allika (est. Allika jõgi) – rzeka w środkowej  Estonii. Wypływa z okolic wsi Pereküla w prowincji Parnawa. Uchodzi do rzeki Kasari w gminie Martna, Läänemaa na północ od wsi Seira. Ma długość 27,8 km i powierzchnię dorzecza 59,2 km².